# Selahattin Torkal
Selahattin Torkal (* 15. November 1924 in Istanbul; † 16. November 2010 ebenda) war ein türkischer Fußballspieler und -funktionär. Er blieb durch seine lange Tätigkeit für Fenerbahçe Istanbul in Erinnerung und wird sowohl von Fan- als auch von Vereinsseiten als einer der legendärsten Spieler angesehen. Für den Verein war er als Fußballspieler, -trainer und Vereinsfunktionär aktiv.

## Karriere

### Kindheit und Jugend
Torkal kam 1924 im Istanbuler Fatih als Sohn eines Offiziers auf die Welt. Sein Vater bekleidete bei den Türkischen Streitkräften das Amt eines Kolağasıs, eines Dienstgrades der sich zwischen Hauptmann und Major befand. Seine Familie siedelte nach dem Zusammenbrechen des Osmanischen Reiches von der dann albanischen Stadt Durrës nach Istanbul über. Aufgrund der Arbeit seines Vaters zog die Familie in die türkische Hauptstadt Ankara und wohnte hier in der unmittelbaren Umgebung vom Cebeci Çayırı, einem damals sehr gefragten Bolzplatz der Hauptstadt. Auf diesem Bolzplatz begann der Junge Selahattin und sein jüngerer Bruder Celal Torkal, der später auch eine Profikarriere einschlagen sollte und für Ankara Demirspor und Galatasaray Istanbul spielen sollte, mit dem Fußballspielen. In Ankara besuchte er das Atatürk-Gymnasium (türkisch Ankara Atatürk Lisesi). Neben seiner Schullaufbahn spielte er auch für die Schulmannschaft und nahm mit dieser an der türkischen Fußballmeisterschaft der Gymnasien teil. Während des Turniers setzte sich seine Mannschaft vom gegen die Schulmannschaft der Izmir Atatürk Lisesi und Galatasaray-Gymnasium durch und wurde türkischer Fußballmeister der Gymnasien.

### Verein
Nachdem Torkal durch seine Leistungen während der türkischen Fußballmeisterschaften der Gymnasien auf sich aufmerksam gemacht hatte, wurde er von Niyazi Sel mit einem Empfehlungsschreiben zu Fenerbahçe Istanbul geschickt. Sel hatte in den 1920er und 1930er Jahren für Fenerbahçe gespielt und sich anschließend in Ankara niedergelassen. Bei Fenerbahçe wurde Torkal sofort in den Kader aufgenommen und besuchte nebenher das renommierte Istanbuler Boğaziçi-Gymnasium (türkisch Boğaziçi Lisesi). Zu dieser Zeit betrieb Torkal neben seiner Fußballspielertätigkeit auch sehr viel Schulsport und errang in mehreren Disziplinen die türkischen Gymnasialmeisterschaften.
Torkal kam für Fenerbahçe in der Saison 1944/45 in der Partie vom 1. Oktober 1944 der İstanbul Ligi (dt. Istanbuler Liga) gegen den Erzrivalen Galatasaray Istanbul zum Einsatz und gab damit sein Debüt im Männerfußballbereich. Da damals in der Türkei keine landesübergreifende Profiliga existierte, existierten stattdessen in den Ballungszentren wie Istanbul, Ankara und Izmir regionale Ligen, von denen die İstanbul Ligi (auch İstanbul Futbol Ligi genannt) als die Renommierteste galt. Torkal absolvierte in dieser Spielzeit zehn weitere Ligaeinsätze und erzielte dabei drei Tore. Sein Verein beendete die Saison mit fünf Punkten weit abgeschlagen hinter dem Erzrivalen Beşiktaş Istanbul als Vizemeister. Zudem nahm er mit seinem Team ab März 1945 an der Pokal des Bildungsministeriums teil, einer Art als Turnier konzipierte und unregelmäßig veranstaltete nationale Meisterschaft, an der die Mannschaften der drei Großstädte Istanbul, Ankara und Izmir teilnahmen. In diesem Turnier wurde Torkal in 12 von möglichen 14 Spielen eingesetzt und wurde mit seinem Team Turniersieger. Zudem holte er mit seiner Mannschaft den Premierminister-Pokal. Die nachfolgende Saison endete für Torkal und seine Mannschaft ähnlich. Wieder wurde die Meisterschaft hinter Beşiktaş als Vizemeister beendet und stattdessen der Titel im Pokal des Bildungsministeriums und im Premierminister-Pokal verteidigt.
In Saison 1946/47 lieferte sich Torkals Mannschaft mit Beşiktaş und mit Vefa Istanbul über die gesamte Saison ein Kopf-an-Kopf-Rennen um die Istanbuler Meisterschaft. Am Ende setzte sich Fenerbahçe mit einem Punkt Vorsprung gegenüber Beşiktaş und punktgleich aber mit der besseren Tordifferenz gegenüber Vefa durch. Dadurch sicherte sich Torkal seine erste Meisterschaft, wobei er selbst in dieser Saison in elf Ligaspielen eingesetzt wurde. Die Titelverteidigung in den zwei übrigen Pokalen verfehlte er mit seinem Klub. Die nachfolgende Spielzeit, die Saison 1947/48, gelang Torkal mit seiner Mannschaft die Titelverteidigung in der Meisterschaft. In den nachfolgenden drei Spielzeiten blieb Torkal mit seiner Mannschaft erfolglos in der Meisterschaft und sicherte sich lediglich in der Saison 1949/50 wieder den Pokal des Bildungsministeriums und im Premierminister-Pokal.
Im Frühjahr 1952 wurde die İstanbul Futbol Ligi aufgelöst und in ein professionelles Ligasystem überführt. Fortan existieren die İstanbul Profesyonel Ligi (dt.: Istanbuler Profiliga) und die zweithöchste Spielklasse, die İstanbul İkinci Küme (dt.: Zweite Istanbuler Liga). Somit spielte Fenerbahçe ab dem Frühjahr in dieser neugestalteten Istanbuler Profiliga. Nachdem auch die Meisterschaft in dieser Liga verfehlt wurde, erlebte der Klub eine unruhige Zeit mit sehr vielen gegenseitigen Schuldzuweisungen. U. a. wurde einer Gruppe von Spielern, zu denen auch Torkal gehörte, das Versagen in der Meisterschaft unterstellt. Als Folge verließ Torkal gemeinsam mit seinen Teamkollegen Erol Keskin und Halil Özyazıcı und wechselte stattdessen zum Ligarivalen und -neuling Adalet SK. Bei seinem neuen Klub spielte er die nächsten sieben Spielzeiten lang durchgängig als Stammspieler und Leistungsträger. Während er mit seinem Team immer Ligaplatzierungen im mittleren Tabellensegment belegte, holte er mit ihr 1955 den Atatürk Kupası.
Ab Frühjahr 1959 nahm Torkal dann mit Adalet an der neugegründeten und landesweit ausgelegten Millî Lig (der heutigen Süper Lig) teil. Diese Liga wurde im Frühjahr 1959 als die erste landesweit ausgelegte Nationalliga der Türkei gegründet und löste die regionalen Ligen in den größeren Ballungszentren, wie z. B. die İstanbul Profesyonel Ligi, als höchste und einzige türkische Spielklasse ab. Die erste Spielzeit der Millî Lig wurde von Februar 1959 bis Juni 1959 ausgespielt und endete mit einem Sieg von Fenerbahçe Istanbul.
Bereits zur zweiten Spielzeit der Millî Lig, der Spielzeit 1959/60, versöhnte sich Tokal mit Fenerbahçe bzw. der Vereinsführung und kehrte infolgedessen in den Mannschaftskader von Fenerbahçe zurück. Hier absolvierte er in dieser Spielzeit lediglich eine Ligapartie und wurde mit seinem Team Vizemeister. In der Saison 1960/61 gelang Tokals Mannschaft die Meisterschaft der Millî Lig. Er selbst absolvierte in dieser Saison nur zwei Ligaspiele und fristete eher eine Reservistenrolle. Nach Saisonende beendete er schließlich seine Karriere.

### Nationalmannschaft
Torkals Nationalmannschaftskarriere begann 1948 mit einem Einsatz für die türkische Nationalmannschaft. Im Rahmen eines Testspiels gegen die Griechische Nationalmannschaft wurde er Nationaltrainer Ignác Molnár, welcher zu diesem Zeitpunkt auch Torkals Verein Fenerbahçe Istanbul Cheftrainer betreute, zum ersten Mal für das Aufgebot der türkischen Nationalmannschaft nominiert und gab in dieser Partie sein A-Länderspieldebüt.
Mit der Türkischen Auswahl nahm Torkal an den Olympischen Sommerspielen 1948 teil. Zudem nahm er mit der Nationalmannschaft im Sommer 1949 am Mittelmeerpokal teil und belegt hinter der zweiten Auswahl der italienischen Nationalmannschaft den zweiten Platz. Insgesamt absolvierte er neun A-Länderspiele und ein B-Länderspiel.

## Trainerkarriere
Torkal sollte im Anschluss an seinem Karriereende bei Fenerbahçe als Trainer entweder im Jugendbereich oder als Co-Trainer starten. Stattdessen nahm er zur Saison 1962/63 aber das Angebot von Adalet SK an und übernahm diesen Klub als Cheftrainer. Bereits vor Ende der Hinrunde verließ er diesen Verein und übernahm stattdessen den Stadt- und Ligarivalen Karagümrük SK. Diesen Klub trainierte er dann bis zum Saisonende.
Im August 1964 wurde er zum Co-Trainer der türkischen Nationalmannschaft ernannt. Parallel zu dieser Tätigkeit arbeitete Torkal aber weiterhin als Vereinstrainer. So übernahm er während der Saison 1964/65 den Zweitligisten Yeşildirek SK. Hier erhielt er vom türkischen Fußballverband eine etwa zweimonatige Suspendierung, da ihm vom Schiedsrichter vorgeworfen wurde, ihn nach einer Fehlentscheidung provoziert zu haben. In der Zwischenzeit arbeitete Torkal bei Adalet SK als Spielertrainer und stand deswegen diesem Verein nicht mehr zur Verfügung.
Zur Saison 1965/66 übernahm Torkal den Zweitligisten Beylerbeyi SK. Diese Tätigkeit führte er nur kurze Zeit lang aus. Bereits Mitte Oktober 1965 wurde er interimsweise zum Cheftrainer Fenerbahçes ernannt, nachdem vorher der Verein den Cheftrainer Oscar Hold entlassen hatte. Anfang Dezember stellte der Klub Necdet Erdem als Manager ein. Dieser arbeitete die ersten drei Monate als Manager und übernahm ab Ende März 1966 auch interimsweise den Cheftrainerposten. Torkal übernahm daraufhin den Posten des Co-Trainers und verließ mit dem Saisonende den Klub wieder.
Nachdem seine Tätigkeiten in den Jahren 1966 bis 1968 unbekannt geblieben sind, übernahm er zur Saison 1968/69 den Zweitligisten Bandırmaspor. Diesen Klub verließ er im Saisonverlauf und übernahm stattdessen den Istanbuler Amateurklub Çapa SK. Mit diesem gewann er zum Saisonende 1968/69 die Istanbuler Amateurmeisterschaft und trainierte diesen anschließend bis zum Sommer 1970.
Im Sommer 1970 wurde er zudem zum Co-Trainer und Talentscout der türkischen Nationalmannschaft ernannt. Zudem trainierte er auch die türkischen U-21-Nationalmannschaft. Im Neujahr 1971 wurde er in den Nationalmannschaften durch andere Trainer ersetzt. Er selbst übernahm im März 1971 den Istanbuler Amateurklub Tayfun SK.
Nachdem im Sommer 1971 Sabri Kiraz bei Fenerbahçe Istanbul zum Cheftrainer ernannt wurde, sorgte dieser dafür, dass Torkal als sein Assistenzcoach eingestellt wurde. Beide hatten in den 1940er Jahren zusammen für Fenerbahçe gespielt und hatten zuletzt auch bei der türkischen Nationalmannschaft zusammengearbeitet. Nachdem gegen Saisonende die Mannschaft in der Meisterschaft in Rückstand geraten war, wurde sowohl Kiraz als auch Torkals Amt seitens der Vereinsführung in Frage gestellt. Vor dem letzten Spieltag gab schließlich Kiraz nach einem Gespräch mit der Vereinsführung seinen Rücktritt bekannt. Torkal übernahm interimsweise die Mannschaft für den letzten Spieltag als Cheftrainer.
Mit dem Ende der Saison 1972/73 verließ auch Torkal Fenerbahçe und begann dann beim Zweitligisten Iskenderunspor als Trainer zu arbeiten. Zur Saison 1973/74 sollte er zum zweiten Mal Çapa SK übernehmen. Nachdem diese Zusammenarbeit doch nicht zustande gekommen war, übernahm Torkal gemeinsam mit Erkan Kural seinen ersten Verein Ankara Demirspor.
Im Dezember 1974 wurde er erneut als Cheftrainer von Iskenderunspor geführt und wegen eines Vergehens vom türkischen Fußballverband mit einer 67-tägigen Dienstsperre bestraft. Im März 1975 wurde er bei Balıkesirspor als neuer Cheftrainer vorgestellt. Bei diesem Verein wurde er vor dem Saisonende durch Rıdvan Kösemihal ersetzt. Er selbst übernahm in der nächsten Saison Tekirdağspor. Zur Saison 1976/77 übernahm er dann erneut Balıkesirspor. Bereits zur neuen Saison trainierte er mit Ankara Şekerspor einen neuen Verein. Die Saison 1977/78 beendete er bei diesem Verein und wurde anschließend von der Tageszeitung Milliyet zum Trainer der Saison gewählt.
Im Februar 1979 wurde bei Sarıyer GK zum Cheftrainer ernannt. Diesen Verein trainierte er bis zum März 1980 und trat anschließend von seinem Amt zurück. Später trainierte er den Verein doch noch bis zum Saisonende.
Zur Saison 1980/81 übernahm er ein weiteres Mal den Istanbuler Zweitligisten Karagümrük SK. Diesen Verein betreute er bis Ende April 1981 und wurde anschließend nach seinem Rücktritt durch Ahmet Karlıklı ersetzt. Torkal selbst wurde zur kommenden Saison beim Istanbuler Amateurklub Camialtı SK als Chefcoach eingestellt. Im Sommer 1982 begann er dann bei Fenerbahçe als Nachwuchstrainer zu arbeiten.
Zur Saison 1984/85 wurde Torkal beim Istanbuler Drittligisten Kartalspor als Cheftrainer eingestellt. Bereits Ende November 1984 verließ er diesen Verein und wechselte zum Stadt- und Ligarivalen Bakırköyspor. Diesen Klub führte er zum Saisonende zur Drittligameisterschaft und damit zur ersten Zweitligateilnahme der Klubgeschichte.
Trotz der errungenen Meisterschaft mit Bakırköyspor wechselte Torkal zur nächsten Saison zum Stadt- und Ligarivalen Kasımpaşa Istanbul. Diesen Klub trainierte er bis mindestens März 1987.
Nachdem seine Tätigkeiten in den Jahren 1987 bis 1989 unbekannt geblieben sind, übernahm er im Frühjahr 1989 den Drittligisten Çengelköyspor.

## Erfolge

### Als Spieler
Mit Ankara Atatürk Lisesi
- türkischen Fußballmeister der Gymnasien: 1943/44

Mit Fenerbahçe Istanbul
- Meister der İstanbul Futbol Ligi: 1943/44, 1946/47, 1947/48
- Meister der İstanbul Profesyonel Ligi: 1952/53
- Meister der Millî Küme: 1940
- Türkischer Meister: 1960/61
- Meister der Maarif Mükafatı: 1943/44
- İstanbul-Pokalsieger: 1944/45
- Premierminister-Pokalsieger: 1943/44
- Bildungsministeriums-Pokalsieger: 1945, 1946, 1950

Mit Adalet SK
- Atatürk Pokalsieger: 1955

Mit der Türkischen Nationalmannschaft
- Teilnahme an den Olympischen Sommerspielen: 1948
- Zweiter im Mittelmeerpokal: 1949

### Als Trainer
Mit Bakırköyspor
- Meister TFF 2. Lig und Aufstieg in die TFF 1. Lig: 1984/85

## Auszeichnungen
- In einer von der türkischen Tageszeitung Cumhuriyet im April 1965 durchgeführten Umfrage wurde er in die beste Elf der letzten 42 Jahre im türkischen Fußball gewählt, d. h. seit der Gründung des türkischen Fußballverbandes.[46]

## Tod
Torkal verstarb am 3. Juli 2012 in Istanbul. Er wurde einen Tag später nach dem Mittagsgebet in der Istanbuler Levent-Moschee im Edirnekapı-Friedhof beigesetzt.